# Щ-318
«Щ-318» — советская дизель-электрическая торпедная подводная лодка времён Второй мировой войны, принадлежит к серии X проекта Щ — «Щука». Была в составе Балтийского флота.

## История корабля
Лодка была заложена 23 июля 1934 года на заводе № 194 «имени А. Марти» в Ленинграде под строительным номером 294, спущена на воду 11 августа 1935 года, 29 сентября 1936 год вошла в состав Балтийского флота ВМФ СССР.

### Служба

#### Советско-Финская война
28 — 29 ноября 1939 года вышла в дозор в устье Финского залива, была отозвана в Таллин для развёртывания боевых действий против Финляндии. 4 — 7 декабря 1939 года совершила боевой поход на позицию № 11 в проливе Южный Кваркен близ Швеции. Неоднократно обнаруживала шведские миноносцы типа «Врангель». Позднее выяснилось, что они обеспечивали минную постановку вспомогательного крейсера (броненосца береговой обороны) «Дроттнинг Виктория» в западной части пролива. Лодка минимум однажды была обнаружена, но атак не последовало. После запроса командованию о смене позиции лодка была отозвана в Таллин, а позиция № 11 была закрыта, хотя она была расположена на кратчайшем пути из Стокгольма в порты Финляндии и именно по этому маршруту шли прорыватели блокады.
20 — 27 декабря 1939 года совершила боевой поход. Первоначально планировалось крейсерство в Ботническом заливе, но из-за поломки одного из главных электромоторов лодка была направлена на позицию № 8 у Аландских островов. Патрулирование эффекта не имело.

#### Великая Отечественная война
Начало ВОВ «Щ-318» встретила в Таллине, во время прохождения среднего ремонта. В начале июля 1941 года перешла в Кронштадт, в начале августа — в Усть-Лугу. 26 сентября и 2 октября в результате бомбардировки получила осколочные повреждения прочного корпуса. Командир лодки был ранен, а командир БЧ-1 — убит.
26 октября вышла в боевой поход на позицию № 7 в Аландское море. Переход производился на большой скорости и без возможности определить положение лодки по навигационным ориентирам. 27 октября лодка села на камни у южного берега острова Гогланд, получив серьёзные повреждения. Днём была снята с камней тральщиком Т-215 и тральщиком Т-210, 29 октября перешла к острову Лавенсари и 30 октября вернулась в Кронштадт. 1 ноября встала на ремонт. Экипаж был переведён в полном составе на Щ-407.
13 октября 1942 года при выходе на учебный полигон на Неве в подводном положении ударилась об опору Володарского моста, получив повреждения винтов, рулей и корпуса.
К маю 1943 года была подготовлена к походу. В первой половине 1944 года была оснащена ГАС «Дракон-129». С августа 1944 года на лодке служил юнгой пятнадцатилетний Виктор Павлючук.
4 октября 1944 года из Хельсинки отправилась в боевой поход на позицию № 3 у Либавы.
29 октября произведена атака транспорта из состава конвоя. Последовавшие взрывы, по мнению подводников, потопили транспорт. В советских источниках он указывается как транспорт «Танн», бывший голландский «Фобос» (7 412 брт), однако по информации с сопровождающего конвой тральщика взрыв торпед был преждевременным и потерь в конвое не было. Остальные атаки во время патрулирования не увенчались успехом. Как правило, торпеды обнаруживались заблаговременно и цели уклонялись от них. 15 ноября «Щ-318» получила от командования добро на возвращение, 19 ноября лодка вернулась в Турку, где стала на межпоходовый ремонт.
11 января 1945 года вышла в боевой поход на позицию № 2 у маяка Паппензее — Паланга. Из-за поломки на следующий день вернулась. После устранения снова вышла в море и к 16 января была на позиции. В атаки не выходила. 1 февраля получила приказ о переходе на позицию № 1 у Либавы. Ночью 3 февраля избежала столкновения с одиночным судном.
4 февраля была произведена торпедная атака. Командир наблюдал попадания торпед в два транспорта по 6 000 брт. По немецким данным в результате атаки затонул транспорт «Хиддензее» (643 брт). За эту победу экипаж получил немало наград. В частности, Орденом Красной Звезды был награждён 16-летний юнга-трюмный Виктор Павлючук.
Ночью 10 февраля в точке с координатами 56° 24' с. ш., 20° 28' в. д. замечено одиночное судно, пошедшее на таран лодки. Срочное погружение не спасло от сильнейшего удара, в результате которого было перебито управление кормовыми рулями, повреждён торпедный аппарат № 6, почти перебит лёгкий корпус. С трудом, управляемая носовыми рулями, двигателями и изменением балласта, лодка вернулась на базу и встала на аварийный ремонт. Таранившее судно доподлинно не идентифицировано, но многие историки склонны считать, что это был прорыватель блокады «Аммерланд» (2 452 брт), считающийся погибшим в этот день примерно в том же районе в результате столкновения со сторожевиком.

### Послевоенный период
9 июня 1949 года лодка была переименована в «С-318».
31 июля 1951 года исключена из боевого состава и передана для использования в учебных целях в ВВМИУ им. Ф. Э. Дзержинского. 9 августа 1955 года исключена из состава ВМФ. 23 августа 1955 года расформирована и впоследствии разделана на металл на Ленинградской базе «Главвторчермета» на Туруханских островах.

### Командиры
- капитан-лейтенант Георги Александр Иванович (с апреля 1936 по июль 1938)[2]
- … — ноябрь 1939 — декабрь 1939 — … — Н. Н. Куликов.
- … — 22 июня 1941 — август 1942 — В. К. Афанасьев (экипаж перешёл на Щ-407).
- август 1942 — 17 мая 1943 — Н. Н. Бутышкин.
- 17 мая 1943 — 9 мая 1945 — … — Л. А. Лошкарев.